# Volby do Evropského parlamentu 2019

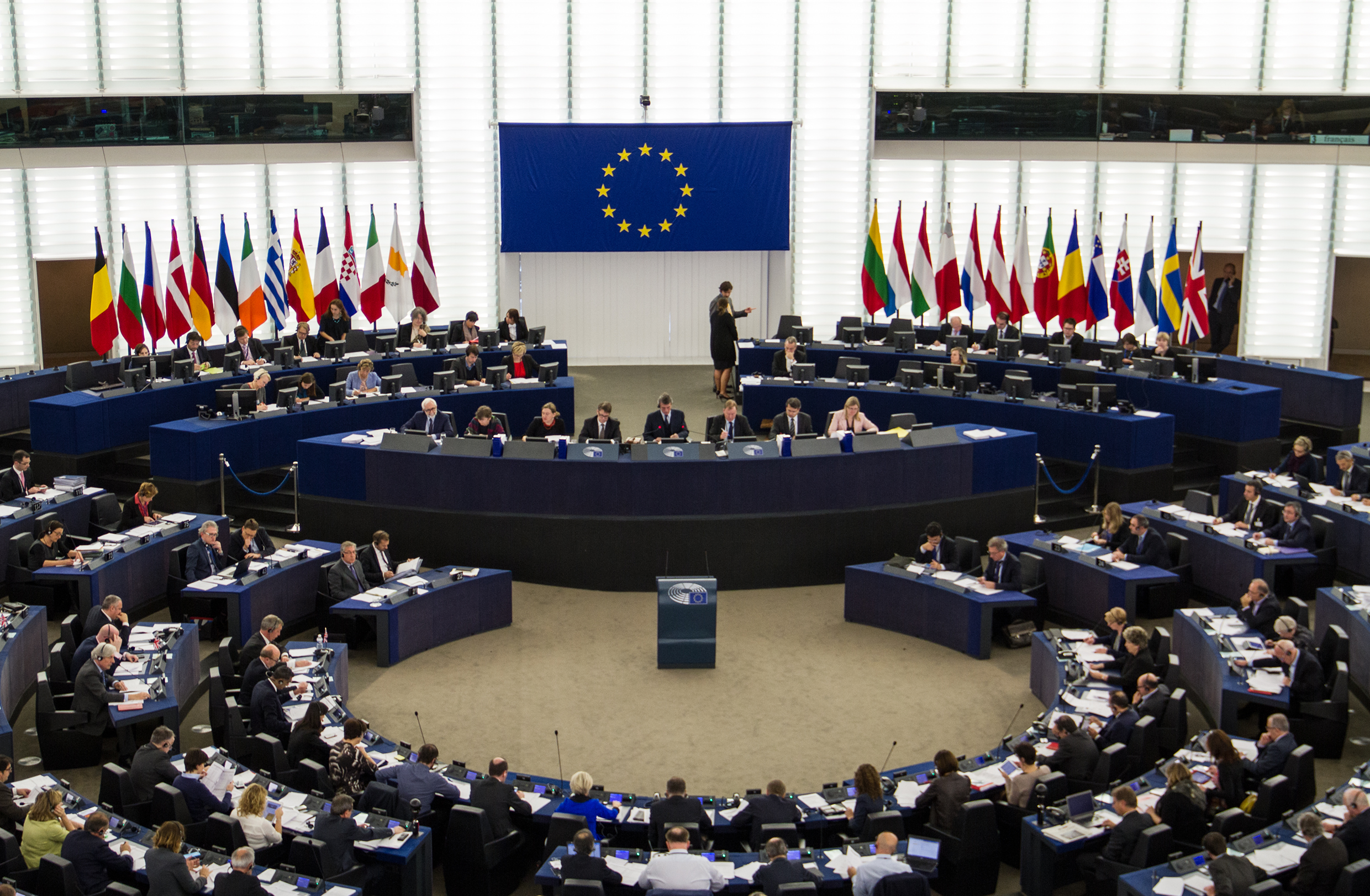
Zasedání Evropského parlamentu v roce 2015

Volby do Evropského parlamentu 2019 se konaly od 23. do 26. května 2019 jako 9. v pořadí od roku 1979. Volilo se 751 členů Evropského parlamentu zastupující 512 milionů lidí z 28 členských států Evropské unie.
Mezi frakcemi evropského parlamentu zvítězila Evropská lidová strana (182 křesel) následovaná Pokrokovým spojenectvím socialistů a demokratů (153 křesel). Poprvé po 40 letech tato dvě uskupení nezískala v parlamentu většinu.  
Nejvíce posílili třetí liberální a pátá nacionalistická frakce, v menší míře pak také čtvrtá Zelení – Evropská svobodná aliance. 
Volební účast byla nejvyšší od roku 1994 a dosáhla 50,95 % oprávněných voličů.

## Čelní kandidáti
Jednotlivé evropské politické strany (nikoliv jednotlivé národní strany) představily svého nominanta do funkce předsedy Evropské komise, tzv. „Spitzenkandidáta“. Za Evropskou lidovou stranu se jím stal Manfred Weber, za Stranu evropských socialistů Frans Timmermans, za ALDE Margrethe Vestagerová, za ACRE Jan Zahradil, za Zelené Ska Kellerová a Bas Eickhout, za Stranu evropské levice Violeta Tomićová a Nico Cué a za EFA Oriol Junqueras. Současný předseda Evropské komise Jean-Claude Juncker neusiloval o pokračování svého pětiletého mandátu ve funkci předsedy Evropské komise.
|               |                  |                       |                      |                     |              |                  |              |                        |
| Manfred Weber | Frans Timmermans | Margrethe Vestagerová | Jan Zahradil         | Franziska Kellerová | Bas Eickhout | Violeta Tomićová | Nico Cué     | Oriol Junqueras        |
|               |                  |                       |                      |                     |              |                  |              |                        |
| Lidovci (EPP) | Socialisté (PES) | Liberálové (ALDE)     | Konzervativci (ACRE) | Zelení (EGP)        | Zelení (EGP) | Levice (PEL)     | Levice (PEL) | Svobodná aliance (EFA) |

## Předvolební kampaň

### Televizní debaty
| Datum           | Čas (SELČ) | Vysílatel       | Zúčastnění                                                                                           | Místo           | Jazyk       | Moderátoři                                                                               |
| --------------- | ---------- | --------------- | --- | --------------- | ----------- | ---------------------------------------------------------------------------------------- |
| 17. dubna 2019  | 21:00      | France 24 a RFI | Frans Timmermans a Manfred Weber                                                                     | Štrasburk       | francouzsky | Caroline de Camaret (France 24) a Dominique Baillard (RFI)                               |
| 17. dubna 2019  | 22:00      | France 24       | Frans Timmermans a Manfred Weber                                                                     | Štrasburk       | anglicky    | Catherine Nicholson (France 24)                                                          |
| 7. května 2019  | 20:15      | ARD             | Frans Timmermans a Manfred Weber                                                                     | Kolín nad Rýnem | německy     | Ellen Ehni a Andreas Cichowicz (oba ARD)                                                 |
| 15. května 2019 | 21:00      | EBU             | Frans Timmermans, Manfred Weber, Margrethe Vestagerová, Jan Zahradil, Franziska Kellerová a Nico Cué | Brusel          | anglicky    | Emilie Tran Nguyen (France Telévisions), Markus Preiss (ARD) a Annastiina Heikkila (Yle) |
| 16. května 2019 | 20:15      | ZDF a ORF       | Frans Timmermans a Manfred Weber                                                                     | Berlín          | německy     | Peter Frey (ZDF) a Ingrid Thurnher (ORF)                                                 |
| 20. května 2019 | 22:00      | NOS a NTR       | Frans Timmermans a Manfred Weber                                                                     | Hilversum       | nizozemsky  | Jeroen Wollaars (NOS)                                                                    |

## Způsob volby

Volební okrsky.

Do Evropského parlamentu se volí takzvaným poměrným systémem, v každé zemi mají ale volby jistá specifika. Například v počtu hlasů, které je nutné získat k dosažení mandátu. Ve všech zemích Evropské unie, s výjimkou Francie, Itálie, Irska, Polska a Spojeného království, se volí v jednom jediném volebního obvodu pro celý členský stát.
Občané členských států EU mohou volit v těchto volbách i v jiných členských zemích, volí tak ale tu kandidátní listinu, která je platná v daném státě (např. slovenský volič v Polsku volí polské kandidáty apod.).

## Volby v členských zemích

### Česká republika
V České republice probíhají volby do EP ve dnech 24. a 25. května 2019. Volební místnosti byly otevřeny v pátek 24. května od 14 do 22 hodin a v sobotu 25. května od 8 do 14 hodin. V Česku může volit každý občan České republiky nebo občan jiného členského státu, který je alespoň 45 dnů přihlášen k pobytu na českém území a který nejpozději 25. května dovrší 18 let věku. Česko si v roce 2019 volí 21 europoslanců. Na rozdíl například od parlamentních nebo prezidentských voleb nelze volit ze zahraničí, voličský průkaz tak lze využít jen na území České republiky.
Česko je také jedinou zemí, kde v roce 2019 probíhají volby dvoudenní. Ve většině zemí volby probíhají v neděli 26. května. Je zde stanovena nejvyšší minimální hranice pro vstup do parlamentu, a to pětiprocentní. Stejnou hranici sdílí i ostatní země Visegradu a další státy východní Evropy či Francie. Několik států má nastavenou hranici nižší a ve většině zemí žádná minimální hranice neexistuje. Kandidovat do Evropského parlementu lze od 21 let věku, stejně jako v řadě dalších států, ve třech zemích lze kandidovat až od 23, resp. 25 let, ve většině již od 18 let.

### Spojené království
Podle původních očekávání měly tyto volby být prvními volbami po vystoupení Spojeného království Velké Británie a Severního Irska z Evropské unie ve zbývajících 27 členských zemích. Vystoupením Spojeného království měla být část poslaneckých mandátů přerozdělena mezi zbývající členy a část jich měla zaniknout – z původních 751 mandátů jich mělo být 705. Vzhledem k vyjednáváním okolo tzv. brexitu, kdy britská premiérka Theresa Mayová požádala o odklad, který byl následně na summitu EU v polovině dubna 2019 schválen, se země nakonec voleb také účastní. Britské politické strany tak připravovaly kandidátní listiny se zpožděním, pouhých šest týdnů před volbami.

## Výsledky
| Politická skupina (frakce)                          | Zkratka    | Počet poslanců | Rozdíl |
| --------------------------------------------------- | ---------- | -------------- | ------ |
| Evropská lidová strana                              | EPP        | 182            | -34    |
| Pokrokové spojenectví socialistů a demokratů        | S&D        | 153            | -31    |
| Obnova Evropy                                       | Renew      | 108            | +39    |
| Zelení / Evropská svobodná aliance                  | Greens–EFA | 74             | +22    |
| Identita a demokracie                               | ID         | 73             | +37    |
| Evropští konzervativci a reformisté                 | ECR        | 62             | -15    |
| Evropská sjednocená levice a Severská zelená levice | GUE–NGL    | 41             | -11    |
| Nezařazení                                          | NI         | 55             | +35    |

Poznámky k tabulce:
1. ↑  Rozdíl mezi ustavující schůzí po volbách a poslední schůzí před volbami
2. ↑  Oproti ALDE
3. ↑  Oproti ENF
4. ↑  Obsahuje i poslance z bývalé EFDD, kterou se po volbách nepodařilo obnovit